# Fair trade

Certifikační známka FAIRTRADE

Fair trade (česky též spravedlivý obchod či férový obchod) je organizované sociální hnutí a tržní přístup, který usiluje o pomoc producentům v zemích Afriky, Asie a Latinské Ameriky a propagaci udržitelnosti. Hnutí prosazuje platbu „spravedlivých cen“ za produkty, stejně jako dodržování sociálních a environmentálních standardů při produkci široké škály komodit. Zaměřuje se zejména na export z rozvojových do rozvinutých zemí světa. Sedm nejprodávanějších fairtradových produktů tvoří banány, kakao, káva, bavlna, cukr, čaj a květiny.
Dlouhodobým cílem hnutí je pomoci marginalizovaným producentům a zaměstnancům dosáhnout větší ekonomické soběstačnosti a stability. Mezi další cíle patří dosažení jejich silnější pozice v příslušných producentských organizacích a prosazení spravedlivějšího systému světového obchodu.
V roce 2019 dosáhly tržby za certifikované fairtradové produkty celosvětově přibližně 2 mld. EUR, což činí 27% nárůst proti předchozímu roku. Toto číslo představuje nepatrný podíl z celkového objemu obchodu s fyzickými produkty. V roce 2011 bylo v systému zapojeno 1,2 mil. farmářů a pracovníků farem. V Evropě se stále silněji prosazuje politika prosazování fairtradových požadavků do veřejných zakázek, tzv. Fair trade public procurement.

## Definice fair trade
Nejrozšířenější definice fair trade byla vytvořena FINE (viz mezinárodní asociace):
„Fair trade je obchodní partnerství založené na dialogu, transparentnosti a úctě, jehož cílem je větší spravedlnost v mezinárodním obchodě. Přispívá k udržitelnému rozvoji tím, že nabízí lepší obchodní podmínky a chrání práva drobných výrobců a pěstitelů – především v rozvojových zemích. Organizace Fair trade (podporované spotřebiteli) aktivně podporují výrobce i osvětu a prosazují změny v pravidlech a ve způsobech konvenčního mezinárodního obchodu.“

## Hlavní cíle fair trade

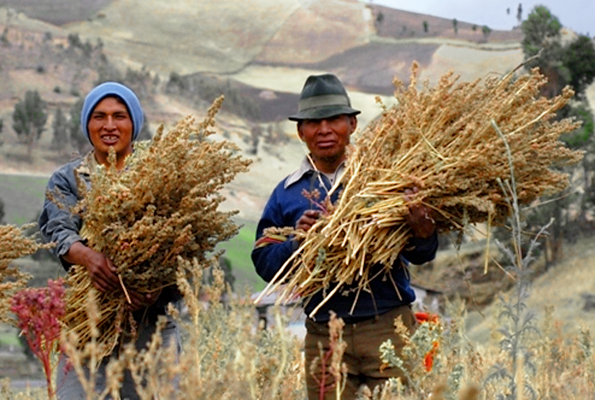
Pěstitelé fairtradového merlíku čilského

- Zlepšit životní podmínky znevýhodněných výrobců zlepšením jejich přístupu na trh, posílením organizací výrobců, poskytnutím spravedlivých cen za výrobky a zajištěním kontinuity obchodních vztahů.
- Rozvíjet příležitosti pro znevýhodněné výrobce, zvláště ženy a domorodé obyvatele, a chránit děti před zneužíváním v procesu výroby.
- Zvyšovat informovanost spotřebitelů o negativním vlivu mezinárodního obchodu na výrobce, tak aby svou kupní sílu mohli využívat pozitivním způsobem.
- Dávat příklad obchodního partnerství skrze vzájemný dialog, respekt a transparentnost.
- Přispívat ke kampaním za změnu pravidel konvenčního mezinárodního obchodu.
- Chránit lidská práva podporou rozvoje sociální spravedlnosti, environmentálně přijatelného chování a ekonomického zabezpečení.

## Vznik a vývoj fair trade ve světě
Historie fair trade začíná po druhé světové válce, kdy britská charitativní organizace Oxfam a některé další organizace začaly dovážet výrobky ze svých rozvojových a humanitárních projektů. První specializovaný obchůdek fair trade vznikl v roce 1959 v Nizozemí.
Koncem 80. let začaly výrobky s označením fair trade pronikat i do běžných obchodů, nejen do specializovaných obchůdků a kanceláří humanitárních, rozvojových, církevních a ekologických organizací. Bylo proto třeba vytvořit jasnou záruku, symbol, který by spotřebitelům garantoval skutečně férový původ výrobku. Proto začaly vznikat certifikační organizace. První z nich byl holandský Max Havelaar, postupně následovaly další iniciativy.
V současné době (rok 2006) existuje v Evropě kolem 3000 Fair trade obchůdků[zdroj⁠?!], kromě toho lze některé výrobky Fair trade najít i v 43 000 supermarketech. Celkový maloobchodní obrat prodeje výrobků Fair trade přesahuje 1 miliardu €. Kolem 70 procent tvoří potraviny (nejvíce káva, dále kakao, banány, čaj), zbytek připadá na řemeslné výrobky. Káva z produkce Fair trade zaujímá na evropském kávovém trhu 2–3 procenta; největší tržní podíl dosahují banány ve Švýcarsku – kolem 50 procent.
Fairtradové obchůdky jsou v současné době k nalezení ve všech starých členských zemích EU, Švýcarsku, Norsku, Japonsku, USA, Kanadě, Austrálii, Novém Zélandu, zájem o Fair trade začíná být i v nových členských zemích (ČR, Polsko, Slovensko, Maďarsko, Slovinsko, Malta, Estonsko) či například v Srbsku.[zdroj⁠?!] Zajímavou novinkou je vznik fairtradových obchodů přímo v zemích výrobců (Indie, Thajsko, Chile, Brazílie, Argentina, Mexiko).[zdroj⁠?!]

## Mezinárodní asociace ve fair trade
Fair trade má výrazný mezinárodní rozměr. Důležité jsou proto následující zastřešující organizace, které umožňují komunikaci mezi organizacemi fair trade i prezentaci fair trade navenek:
- WFTO (World Fair Trade Organization); do jara 2009 IFAT (International Fair Trade Association) – sdružení výrobců, dovozců i prodejců, spojující všechny články řetězce Fair trade z celého světa. Poskytuje svým členům známku, která potvrzuje, že se jedná o skutečné organizace Fair trade (FTO). IFAT má asi 260 členů z 59 zemí.
- FLO (Fairtrade Labelling Organizations International) – sdružení 19 národních iniciativ. Vytváří standardy pro certifikaci výrobků ochrannou známkou FAIRTRADE a spravuje registr certifikovaných výrobců.
- EFTA (European Fair Trade Association) – sdružení 11 největších evropských dovozců fair trade (německá Gepa, italské CTM Altromercato, britský Traidcraft, švýcarské Claro, nizozemská Fair Trade Organisatie, belgičtí Oxfam Wereldwinkels a Magasins du Monde Oxfam, francouzský SolidarMonde, rakouská EZA, španělští IDEAS a Intermon Oxfam.

## Ochranná známka Fairtrade
Zastřešující certifikační organizace vznikla v roce 1997. Fairtrade Labelling Organisations International (FLO) se sídlem v německém Bonnu sdružuje 19 národních iniciativ. Snahy o zavedení jednotné známky a o vznik národní iniciativy v současnosti probíhají i v dalších zemích.
FLO koordinuje certifikaci výrobků, stanovuje standardy pro jednotlivé produkty a koordinuje monitoring dodržování standardů v zemích producentů. Spravuje také registr producentských organizací, kterých v současnosti eviduje kolem 870 z 58 zemí. Kromě toho se věnuje i propagaci jednotné známky Fair trade.
FLO Cert uděluje ochrannou známku FAIRTRADE výrobkům, které splňují kritéria FLO. Provádí inspekční kontroly u výrobců.

## Zboží, které nese označení fairtrade
Sortiment výrobků ze Spravedlivého obchodu zahrnuje fairtradovou kávu, čaj, kakao, čokoládu a další cukrovinky, třtinový cukr, banány, sušené ovoce, ořechy, ovocné šťávy, med, rýži, žvýkačky a další potraviny. Významnou součástí nabídky fair trade, která však nenese ochrannou známku Fairtrade, jsou umělecké a řemeslné výrobky – keramika, sklo, textil, šperky, hudební nástroje, hračky, doplňky do domácnosti, koberce a mnoho dalších.
Cena výrobků fair trade bývá obvykle o něco vyšší než u běžného zboží, ale spotřebitel ví, že platí nejen za spravedlivé a ekologicky šetrnější výrobní podmínky, ale i za velmi dobrou kvalitu. U kvalitních káv, sypaných čajů nebo například čokolád ze Spravedlivého obchodu jsou proto ceny mnohdy ve srovnání s obdobně kvalitními výrobky z konvenčního obchodu rovnocenné.

## Rozvoj konceptu fair trade v Česku
Podobně jako v řadě evropských zemí se i v Česku začíná mezi příznivci alternativních způsobů obchodování prosazovat myšlenka spravedlivého obchodu. Ačkoliv se rozsah českého hnutí zatím nedá srovnávat se státy jako Švýcarsko nebo Nizozemí, které jsou v tomto ohledu skutečnými velmocemi, dá se říci, že český fair trade si postupně hledá své místo na slunci. V roce 2012 dosáhl obrat 92 miliónů korun.
K roku 2013 v Česku působilo šest fair trade organizací, které jsou sdruženy v organizaci Fairtrade Česká republika. V roce 2004 vznikla Asociace pro Fair Trade (od roku 2012 Fairtrade Česká republika), sdružující většinu organizací, které se zabývají Fair trade v Česku. Asociace pro fair trade je navíc smluvním zástupcem FLO pro Česko a zabývá se kontrolou a propagací známky Fairtrade.
V roce 2011 byla v Česku zahájena kampaň fairtradových měst a fairtradových škol.

## Kritika Fair trade
Kontrola ceny a certifikace fair trade končí u finálního zpracovatele či vlastníka licence, následní obchodníci již kontrole nepodléhají. Výrobky proto mohou být předražené. Vedle kritiky za vysokou cenu se někdy objevují také úvahy o tom, zda je fair trade skutečně ekonomicky vhodným nástrojem pomoci třetímu světu.
V zahraničí, kde už Fair trade dosáhlo značné popularity a procento podílu na trhu roste (zatím nicméně dosahuje pouze 0,01 % podílu na celosvětovém trhu), je možné nalézt výrobky Fair trade i ve velkých obchodních řetězcích (TESCO, Carrefour, Sainsburry). Vyskytly se ale případy, kdy řetězce využívají toho, že lidé jsou ochotni kupovat výrobky Fair trade i za vyšší cenu, a toto zboží předražují – např. v Anglii byl zaznamenán čtyřnásobný rozdíl mezi běžnými banány z Dominikánské republiky a banány s označením Fair trade z Dominikánské republiky v řetězci Sainsburry (£ 2,74 za libru (0,454 kg) oproti 70 pencím za libru). Podle odhadů platil řetězec Sainsburry prostředníkům zhruba £ 1,40 za kilogram, tedy vydělával na každém kilogramu banánů 4 libry. Koneční producenti podle FLO dostávají za každý kilogram nasbíraných banánů asi 32 pencí.
Jiné kritické hlasy polemizují s hypotetickým stavem, kdy by spravedlivě obchodované výrobky na trhu převážily. Například stálá cena zaručená pěstitelům kávy by pak vedla ke zhroucení trhu, protože by neodpovídala tržní hodnotě kávy.

## Zajímavosti
Pravděpodobně první automat s pouze fairtradovými výrobky byl v Česku umístěn v říjnu 2013 na České zemědělské univerzitě.

#### Fair trade v ČR
- Fairtrade Česká republika
- Seznam článků o fairtradovém obchodě v časopise Sedmá generace
- Výzkum o fair trade v ČR Archivováno 15. 8. 2015 na Wayback Machine. realizovaný Institutem evaluací a sociálních analýz

#### Fair trade ve světě
- FLO – Fairtrade Labelling Organizations International (mezinárodní certifikační organizace spravedlivého obchodu)
- WFTO – World Fair Trade Organization